# Иван Иванов (ДС)
Вижте пояснителната страница за други личности с името Иван Иванов.
Иван Петров Иванов (Иванич) е български офицер, генерал-майор от Държавна сигурност.

## Биография
Роден е на 1 юни 1931 г. във врачанското село Кунино. От 31 декември 1953 г. до 23 август 1955 г. е разузнавач, а след това до 5 юни 1961 г. е старши разузнавач. В периода 30 април 1963 – 5 ноември 1965 г. е инспектор в управление VI на Държавна сигурност. От 5 ноември 1965 г. е инспектор в управление II. От 2 юни 1967 г. е на 5 месечна школа в СССР. От 27 юли 1968 г. е началник на отделение, а от 1969 г. заместник-началник на отдел. От 3 февруари 1971 до 26 юли 1984 г. е началник на отдел. От 26 юли 1984 г. до 1 юни 1990 г. е заместник-началник на Второ главно управление. Умира в началото на май 2022 г.